# Enigma Lake
Enigma Lake är en sjö i Antarktis. Den ligger i Östantarktis. Nya Zeeland gör anspråk på området. Enigma ligger 174 meter över havet.
I övrigt finns följande vid Enigma:
- Strandline Glacier (en glaciär)